# Strana národní jednoty
Die Partei der Nationalen Einheit (tschechisch Strana národní jednoty) war eine tschechische politische Partei in der nach dem Münchner Abkommen entstandenen Tschecho-Slowakischen Republik. Sie bestand von Ende 1938 bis 1939 und tendierte politisch hin zu einem national betonten autoritären Regime. Ihr Vorsitzender war Rudolf Beran.

## Geschichte

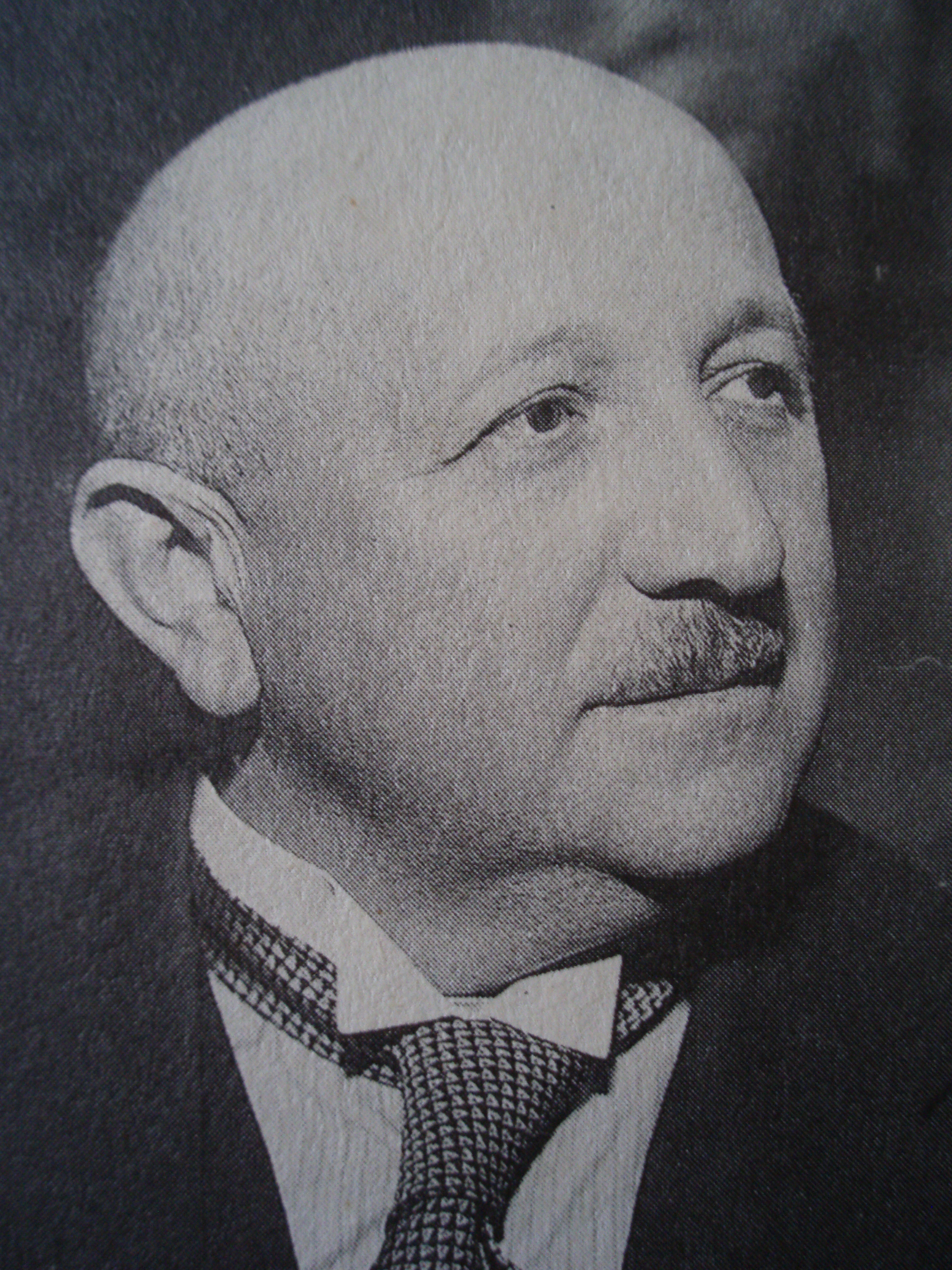
Parteivorsitzender Rudolf Beran

Nach dem Münchner Abkommen und dem erzwungenen Exil von Staatspräsident Edvard Beneš entstand in der umbenannten Tschecho-Slowakischen Republik ein politisches Vakuum. Im tschechischen Landesteil (Böhmen, Mähren und Mähren-Schlesien) wurde dieses Vakuum am 22. November 1938 im Rahmen der sogenannten „Vereinfachung des politischen Systems“ mit der Vereinigung aller bürgerlicher Parteien zur Partei der Nationalen Einheit gefüllt. Den Kern der Partei bildete die ehemalige Tschechoslowakische Agrarpartei Rudolf Berans. Des Weiteren schlossen sich die Gewerbepartei, die Nationaldemokratische Partei, die katholische Volkspartei, ein Teil der Tschechoslowakischen Volkssozialistischen Partei sowie zwei kleine faschistisch geprägte Parteien (Nationale Liga und Nationale faschistische Gemeinschaft) an. Die neue Partei strebte offen ein Einparteiensystem an. Am 15. Dezember 1938 wurden dann dem neuen tschechoslowakischen Präsidenten Emil Hácha und dem tschechoslowakischen Ministerpräsidenten und Vorsitzenden der Partei der Nationalen Einheit, Rudolf Beran, durch ein Ermächtigungsgesetz weite, kaum kontrollierbare Vollmachten erteilt. Die Gewerkschaften wurden gleichgeschaltet und Selbstverwaltung aufgelöst. Nachdem die Kommunistische Partei der Tschechoslowakei offiziell verboten wurde, bildeten die Sozialdemokraten zusammen mit dem anderen Teil der Volkssozialistischen Partei die Partei der Nationalen Arbeit, die als „loyale Opposition“ fungieren sollte.
Dadurch war der Weg in eine Diktatur vorgezeichnet. Der Parteienvielfalt wurde die Schuld an der „nationalen Niederlage“ gegeben. Die „Wiedergeburt“ sollte durch eine einheitliche und straffe Führung ins Werk gesetzt werden. Der ehemalige Parteivorsitzende der Volkssozialistischen Partei Václav Klofáč, der den Beitritt zur Partei der Nationalen Einheit empfohlen hatte, sprach nun von der Notwendigkeit einer „autoritären Demokratie“:
„Jetzt darf niemand mehr etwas anderes sehen, als das blutende Volk. Wenigstens für die nächsten schlechten Jahre, sollten die Parteien im Volk aufgehen.“
Im tschechischen Landesteil der Tschecho-Slowakischen Republik sollte es nur zwei Parteien geben, die Partei der Nationalen Einheit und die Nationale Partei der Arbeit.
Das am 16. Februar 1939 verabschiedete Parteiprogramm enthielt alle Elemente eines korporativen Ständestaates und beinhaltete neben der voraussichtlichen Auflösung der ohnehin nur noch symbolisch zugelassenen einzigen Oppositionspartei, der Partei der Nationalen Arbeit, auch antisemitische Thesen. Das slowakische Äquivalent zur Partei der Nationalen Einheit war die am 8. November gegründete Slowakische Hlinka-Volkspartei – Partei der Slowakischen Nationalen Einheit.
Die Partei der Nationalen Einheit ging nach der deutschen Besetzung Tschechiens und der Errichtung des Protektorats Böhmen und Mähren faktisch in der neu gegründeten Národní souručenství auf.